# Arbudas
Arbudas is een geslacht van vlinders van de familie bloeddrupjes (Zygaenidae), uit de onderfamilie Chalcosiinae.

## Soorten
- A. bicolor Moore, 1879
- A. flavimacula (Hampson, 1982)
- A. funerea Jordan, 1907
- A. leis (Swinhoe, 1894)
- A. ochrea (Elwes, 1890)